# Yamaha Raptor
Pour les articles homonymes, voir Raptor.

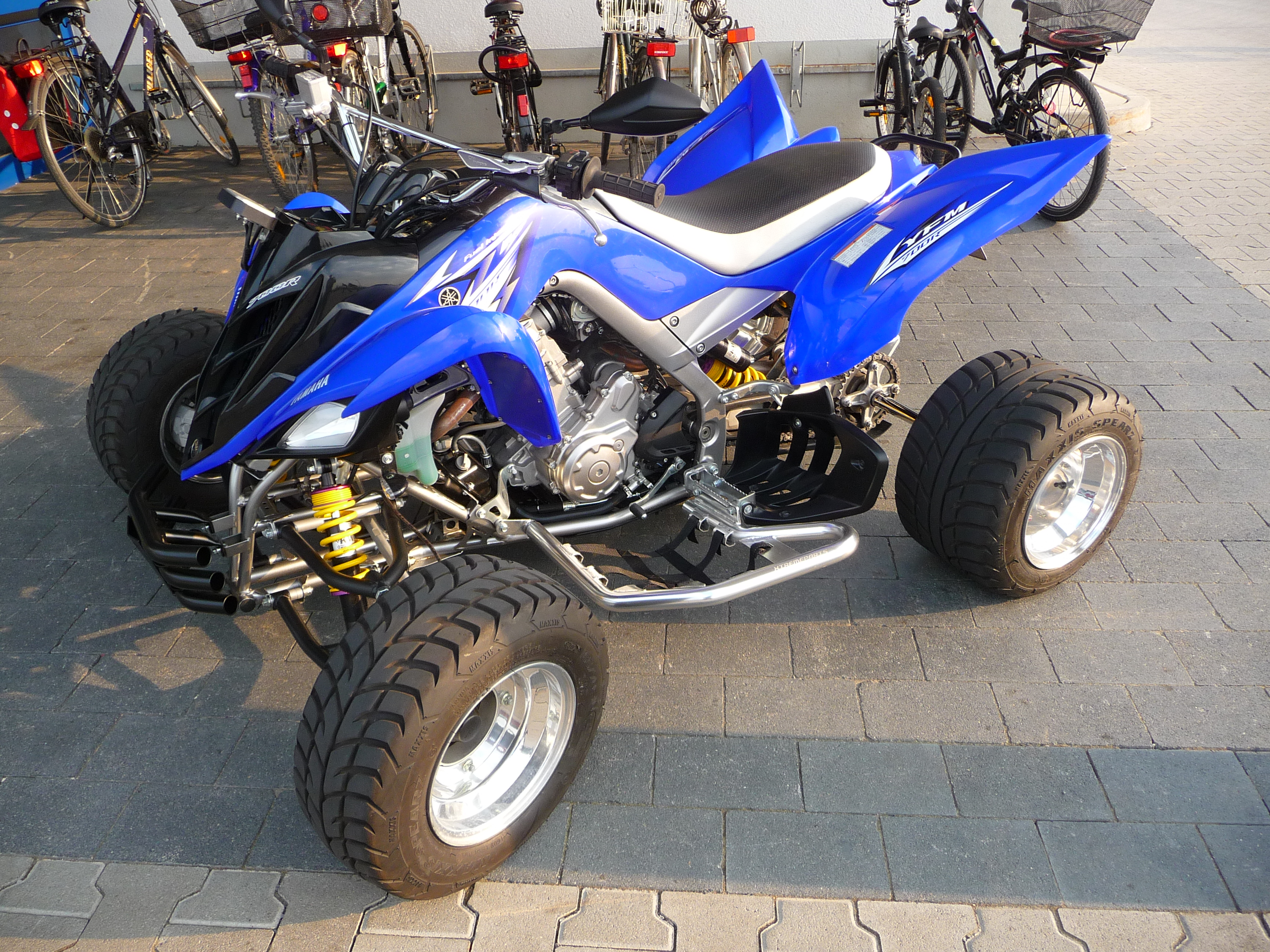
Yamaha 700R Raptor

Le Yamaha Raptor est un quad de la marque Yamaha. Dénommé aujourd'hui « Raptor », il était vendu avant 2005 sous l'appellation « Warrior ».

## Description
Véhicule tout-terrain, hybride entre moto-cross et buggy vendu en version homologuée ou non, le Raptor est un quadricycle propulsé par un moteur de 50  à   700 cm3,. En Europe il est catégorisé comme « véhicule léger » et en France il nécessite un permis de conduire B.
En France, il a remporté plusieurs titres en compétition.